# Albert Hunger
Albert Hunger (* 1545 in Kelheim; † 11. Februar 1604 in Ingolstadt) war ein römisch-katholischer Theologe und Hochschullehrer.
Hunger, der Sohn des Ingolstädter Rechtsgelehrten Wolfgang Hunger, studierte am Collegium Germanicum und wurde im Alter von 21 Jahren Professor der Philosophie an der Universität Ingolstadt. Nach dem Tod des protestantischen Theologen Martin Eisengrein erhielt er an der Universität dessen Stellung als Vizekanzler und Inspektor. Zudem war er Domherr in Eichstätt.
Er wurde 1601 in Begleitung Jakob Gretsers zum Religionsgespräch nach Regensburg abgeordnet.

## Werke (Auswahl)
- de principiis rerum naturalium, 1567.
- de natura et arte, 1569.
- de coelo, 1573.
- de elementis, 1574.
- de anima adversus veteres et novos errores, 1574.